# Hyperion (łazik)
Hyperion – pojazd elektryczny będący rodzajem robota-łazika skonstruowany przez zespół Hyperion Team złożony ze studentów z Wydziału Mechanicznego Politechniki Białostockiej, celem uczestnictwa w międzynarodowych zawodach University Rover Challenge (URC) organizowanych przez stowarzyszenie The Mars Society w Stanach Zjednoczonych w pobliżu bazy Marsjańskiej Pustynnej Stacji Badawczej (ang. Mars Desert Research Station) na pustyni obok miasteczka Hanksville w amerykańskim stanie Utah.
W skład drużyny Hyperion Team Wydziału Mechanicznego Politechniki Białostockiej weszli:
- Piotr Ciura – koordynator projektu, doktorant na WM PB. Był współtwórcą łazika marsjańskiego Magma2, który w 2011 roku wygrał zawody URC.
- Michał Grześ – konstruktor
- Robert Bałdyga – programista
- Jakub Maliszewski – elektronik
- Jacek Wojdyła – elektronik
- Ariel Lech – mechanik

## Historia
W międzynarodowym konkursie University Rover Challenge (URC), organizowanym co roku przez The Mars Society na pustyni w amerykańskim stanie Utah biorą udział łaziki marsjańskie budowane przez studentów międzynarodowych uczelni w tym uczelni z Polski. 
Zawody te polegają na zbudowaniu łazika marsjańskiego, który później musi wykonać zadania na pustyni w pobliżu stacji badawczej Mars Desert Research Station (MDRS).

## Sukces
Hyperion odniósł sukces i zajął pierwsze miejsce na URC 2013.
Zespół Hyperion Team za zajęcie pierwszego miejsca otrzymał nagrodę finansową.

## Hyperion 2

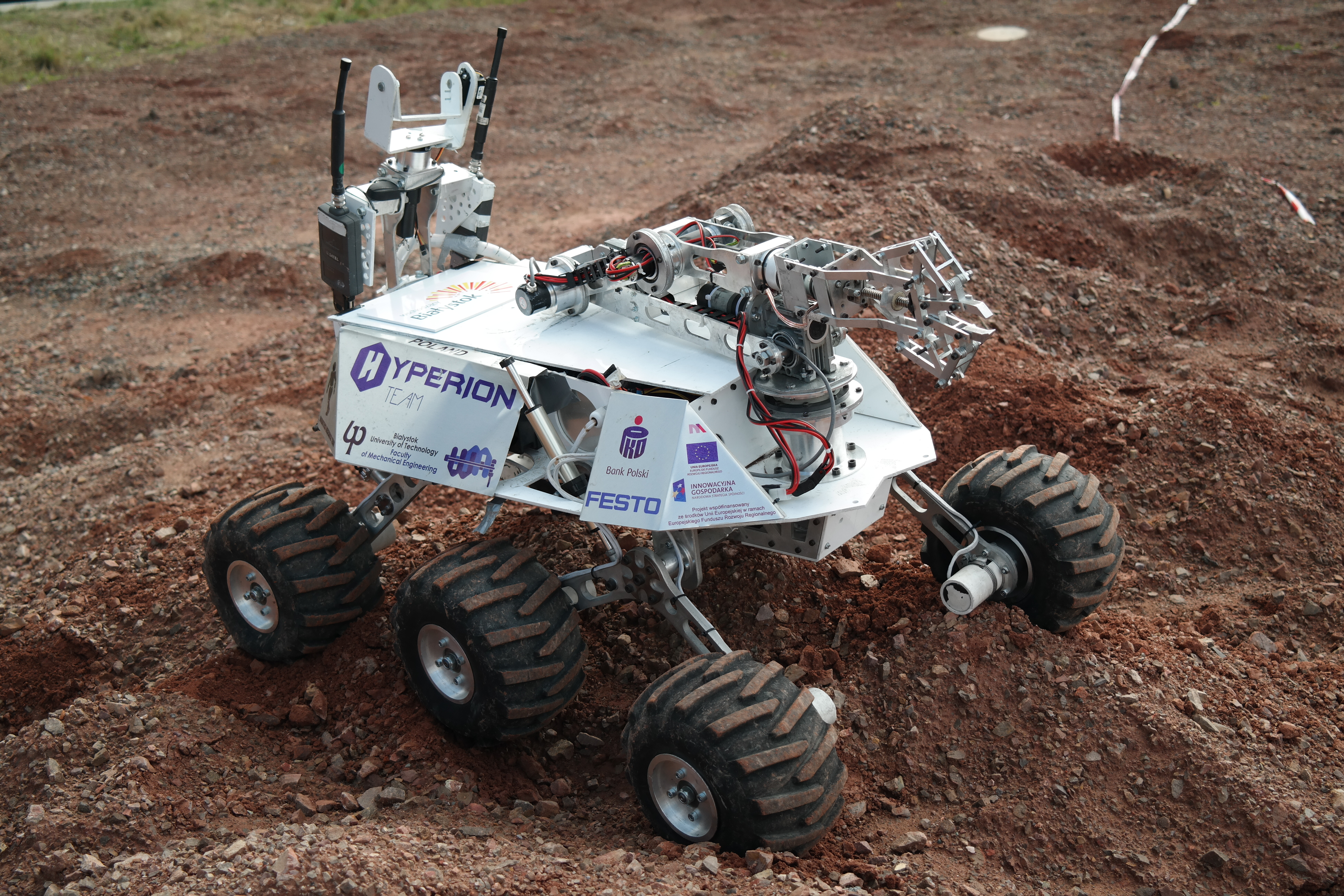
Pozakonkursowy pokaz Hyperiona 2 podczas
European Rover Challenge 2015, 5-6 września, Podzamcze koło Chęcin koło Kielc, Polska. Jeden z przejazdów pokazowych na torze zawodów 6 września. Łazik Hyperion 2, zwycięzca University Rover Challenge 2014 w USA.

Łazik marsjański pod nazwą "Hyperion 2" to poprawiona wersja łazika, który uczestniczył w zawodach URC 2013 zajmując 1 miejsce. 
Zachęceni sukcesem, studenci w zespołu Hyperion Team w składzie: Michał Grześ, Jacek Wojdyła, Jakub Maliszewski, Robert Bałdyga, Maciej Baka, Maciej Rećko skonstruowali pojazd Hyperion 2, który również odniósł sukces i wygrał zawody URC 2014.